# Fullösa kyrka
Fullösa kyrka är en kyrkobyggnad som sedan 2002 tillhör Kinnekulle församling (tidigare Fullösa församling) i Skara stift. Den ligger i kyrkbyn Fullösa i norra delen av Götene kommun.

## Kyrkobyggnaden
Fullösa kyrka är byggd under 1100-talet. Långhusets proportioner motsvarar en dubbelkvadrat. Koret är kvadratiskt med rakt väggavslut i öster och numera lika brett som långhuset. Sakristian och vapenhuset är tillkomna senare på medeltiden. Murarna består av huggna kvaderstenar av sandsten, med inslag av gråsten. Ursprungligen var väggarna oputsade. Fönstren förstorades på 1600- och 1700-talen. Kyrkan genomgick inte några större ombyggnationer förrän 1741, då koret byggdes om. Koret var tidigare smalare än långhuset men byggdes om då det var skadat. Det skall ha berott på att då man tagit upp gravar i koret så togs delar av muren bort och därigenom underminerades den. Vid ombyggnationen togs korets södra och norra murar bort och man byggde vidare på långhusets murar så att de gick upp till korets östmur som man förlängde men i övrigt behöll. Samtidigt flyttades sakristian norrut. Även det ursprungliga stenaltaret bevarades. Ett romanskt fönster vid altaret murades igen 1749.
En romansk portal står i vapenhuset. Den togs loss 1803 från dörren i sydmuren mellan vapenhus och långhus. Tympanonet är fortfarande kvar och kan ses på vapenhusets vind (den är dock överkalkad och inte undersökt). Genom historien har det framförts många förslag om att bygga till Fullösa kyrka med ett stentorn. I början på 1800-talet godkände sockenstämman ett sådant förslag. Ritningar gjordes och sten kördes fram men byggmästaren fann att marken var för mjuk för att man skulle kunna anlägga en tillräckligt stabil grund för tornet, varför det aldrig byggdes utan klockstapeln behölls istället. Klockstapeln av trä är ursprungligen uppförd på 1600-talet. Stapeln byggdes om under första delen av 1800-talet. Kyrkan har tidigare haft spåntak som skall ha varit rödfärgat. Det har funnits två stigluckor i kyrkogårdsmuren. De byggdes 1691 och revs 1893.

## Tak- och väggmålningar
Fullösa kyrkas väggar är målade med kalkmålningar i barockstil under 1630-talet och de tillhör den äldre läcköskolan. De är målade av Gullick Gullicksson som även målat i ett flertal närliggande kyrkor och på Läckö slott. De består av en rad övre och en rad nedre fält. Av de undre målningarna på långhusets väggar så är bara två fält bevarade eftersom de övriga förstörts vid korets ombyggnad och då man tagit upp större fönster. På södra väggen finns ett fält som föreställer Mose med lagtavlorna. Intill det motivet kan man se en hand och en stav som är allt som återstår från den förstörda bilden bredvid. Bilden på nordväggen är svårtolkad. Den är skadad och eventuellt missförstådd vid en restaurering. Antingen föreställer den Jona och valfisken eller ett helvetesgap. I den övre raden målningsfält finns målningar av hjortar och träd. Liknande målningar finns på Läckö slott. Målningarna i Fullösa är förmodligen tillkomna ganska nära i tiden med de av samma målare i Forshems och Västerplanas kyrkor och de målningarna har utsatta dateringar till 1630-talet. Väggarna har varit överkalkade men målningarna framtogs och konserverades 1914.
Målningar i taket är gjorda 1756 och hör ihop med ombyggnationen av kyrkan 1741. De är utförda av Johan Laurell och Carl Gustaf Hoijst. Det plana trätaket är täckt med dekorativa målningar i så kallad Berain-stil och i mitten finns stora plafonder med bibliska motiv. Ovanför koret finns ett treenighetsmotiv. Mittfältet föreställer yttersta domen och bildfältet ovanför läktaren föreställer helvetet. Läktarbarriären målades också 1756 av Laurell och Hoijst. Det är fyra målningar som återger det pietistiska motivet hjärtats saga. Draperimålningarna kring fönstren är målade av samma målare vid samma tillfälle.

## Inventarier
- Kyrkan fick en altaruppsats på 1600-talet. Innan dess hade det stått ett krucifix på altaret. Altaruppsatsen förnyades och byggdes om 1678. Delar av den ingår i den nuvarande altaruppsatsen som gjordes 1749 av Sven Kinnander.
- I kyrkan finns två kalkformade dopfuntar från tiden 1100-1250, varav den ena härstammar från Bolums kyrka som övergavs på 1600-talet. [4]
- Predikstolen i barockstil är tillverkad 1686.
- På predikstolen finns placerat ett timglas från 1752.
- Ett triumfkrucifix från 1100-talet finns numera på Historiska museet.

### Orgel
- 1886 byggde Johan Anders Johansson från Mösseberg en orgel med 4½ stämmor. Den avsynades den 15 och invigdes den 16 maj 1886.[5]
- 1974 byggdes den nya Orgeln, placerad på läktaren i väster, av Smedmans Orgelbyggeri i Lidköping. Orgeln har fem stämmor fördelade på manual och pedal. Den stumma fasaden härstammar från 1886 års orgel. byggd av Johan Anders Johansson.[6]

### Klockor
- Storklockan, gjuten 1533, har skriftband som bara meddelar gjutningsåret: Anno domini mdxxxiii. På svenska: Herrens år 1533 (göts jag).[7]

## Bilder

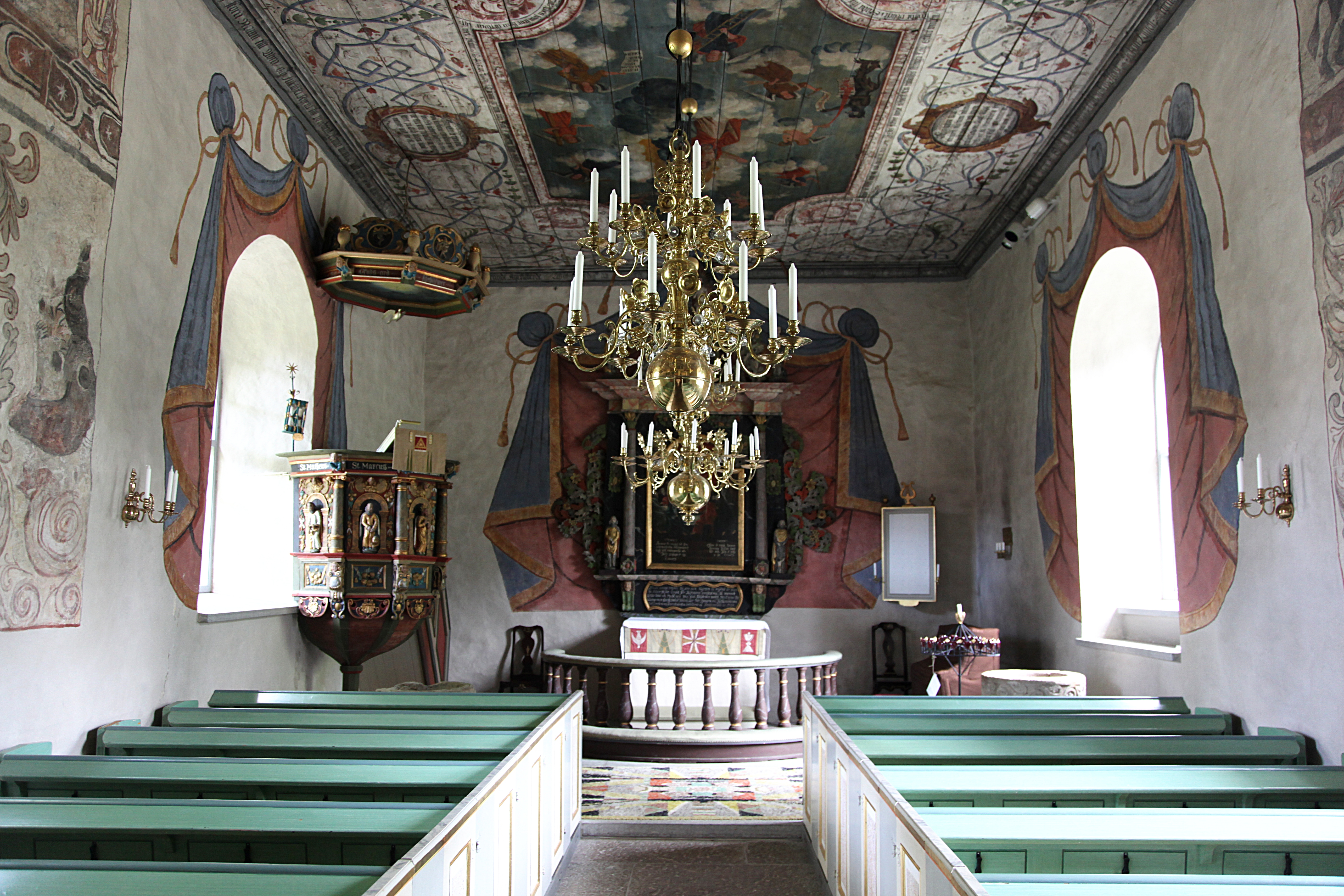
Interiör mot koret.
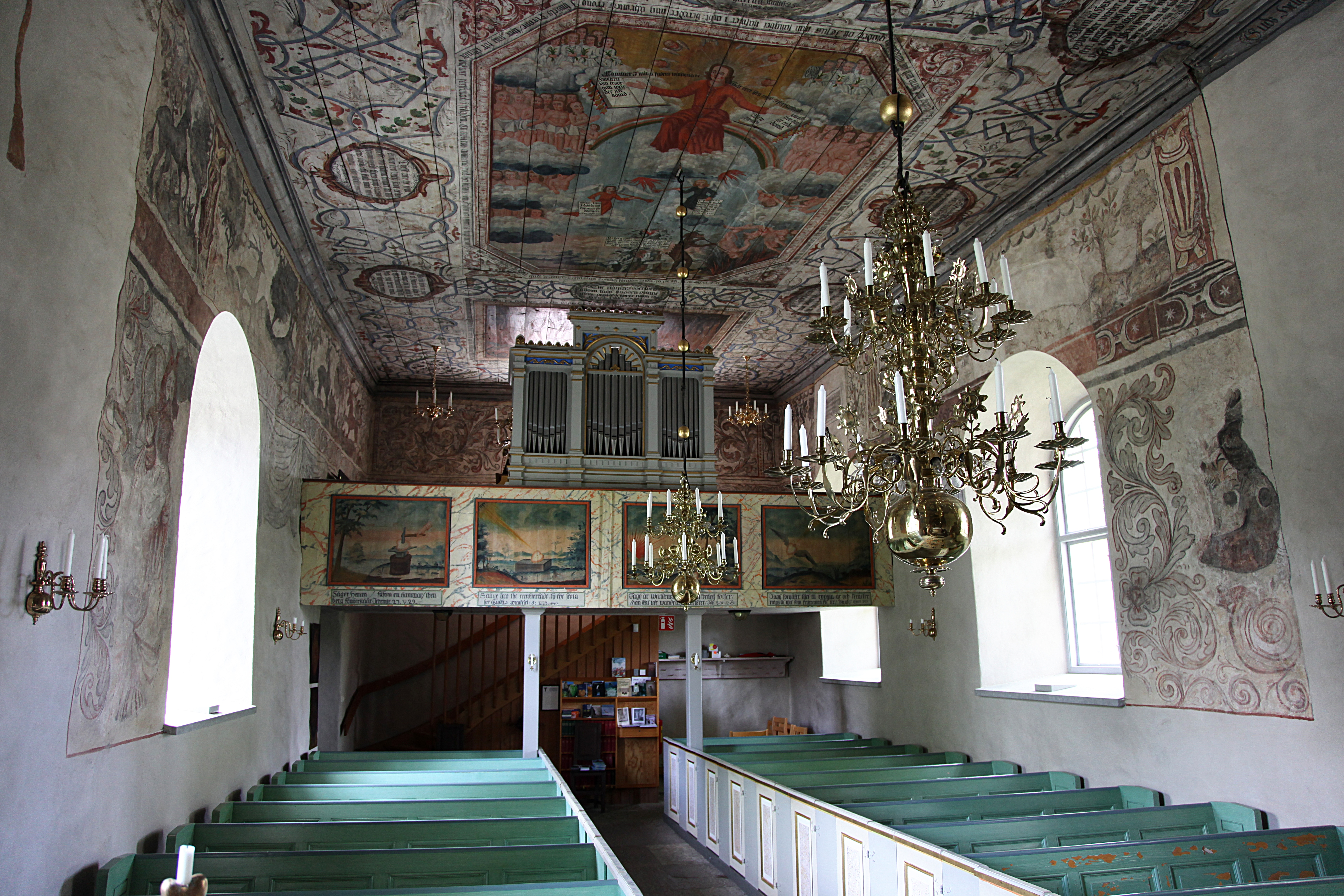
Interiör mot läktaren.
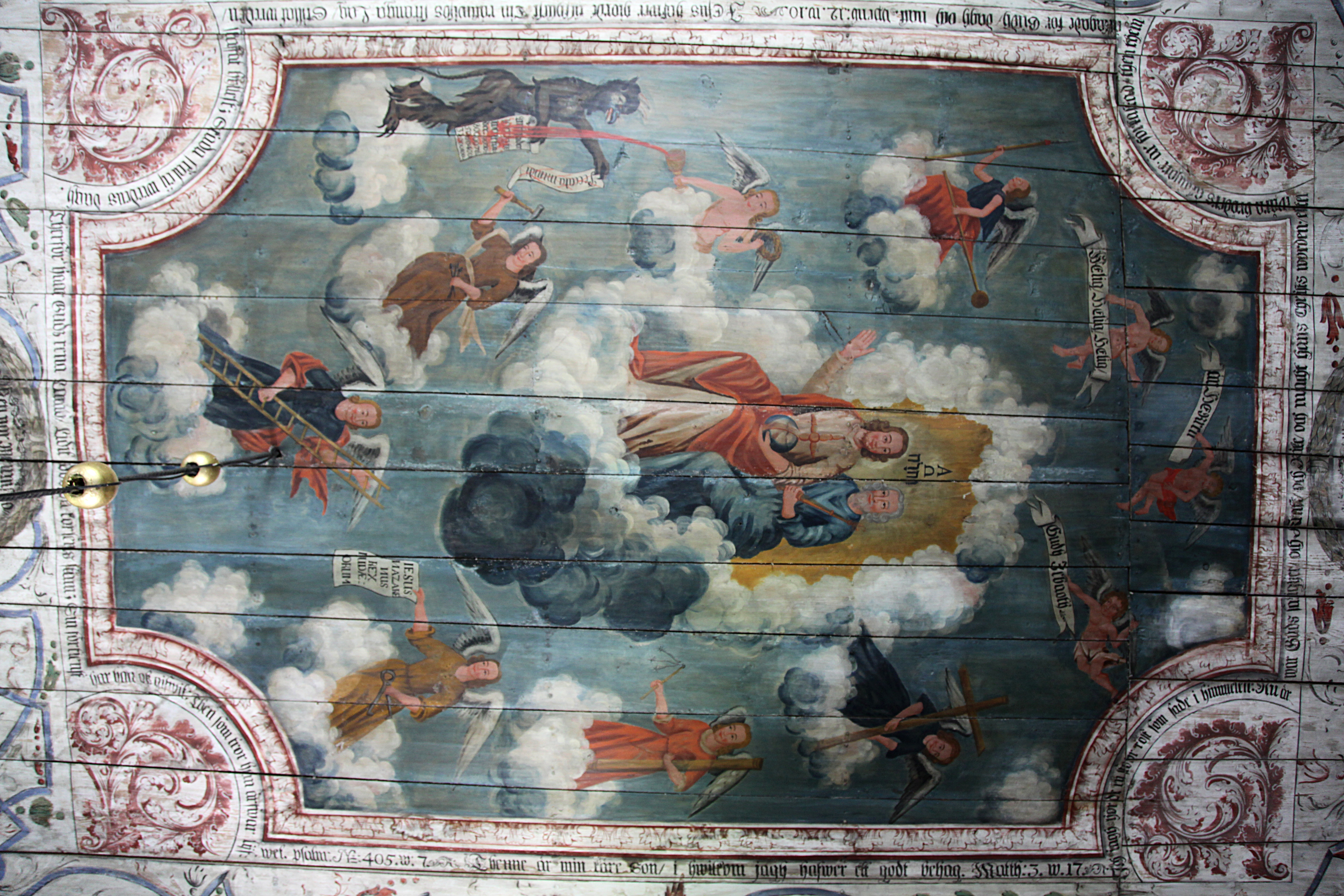
Takmålning föreställande treenigheten.
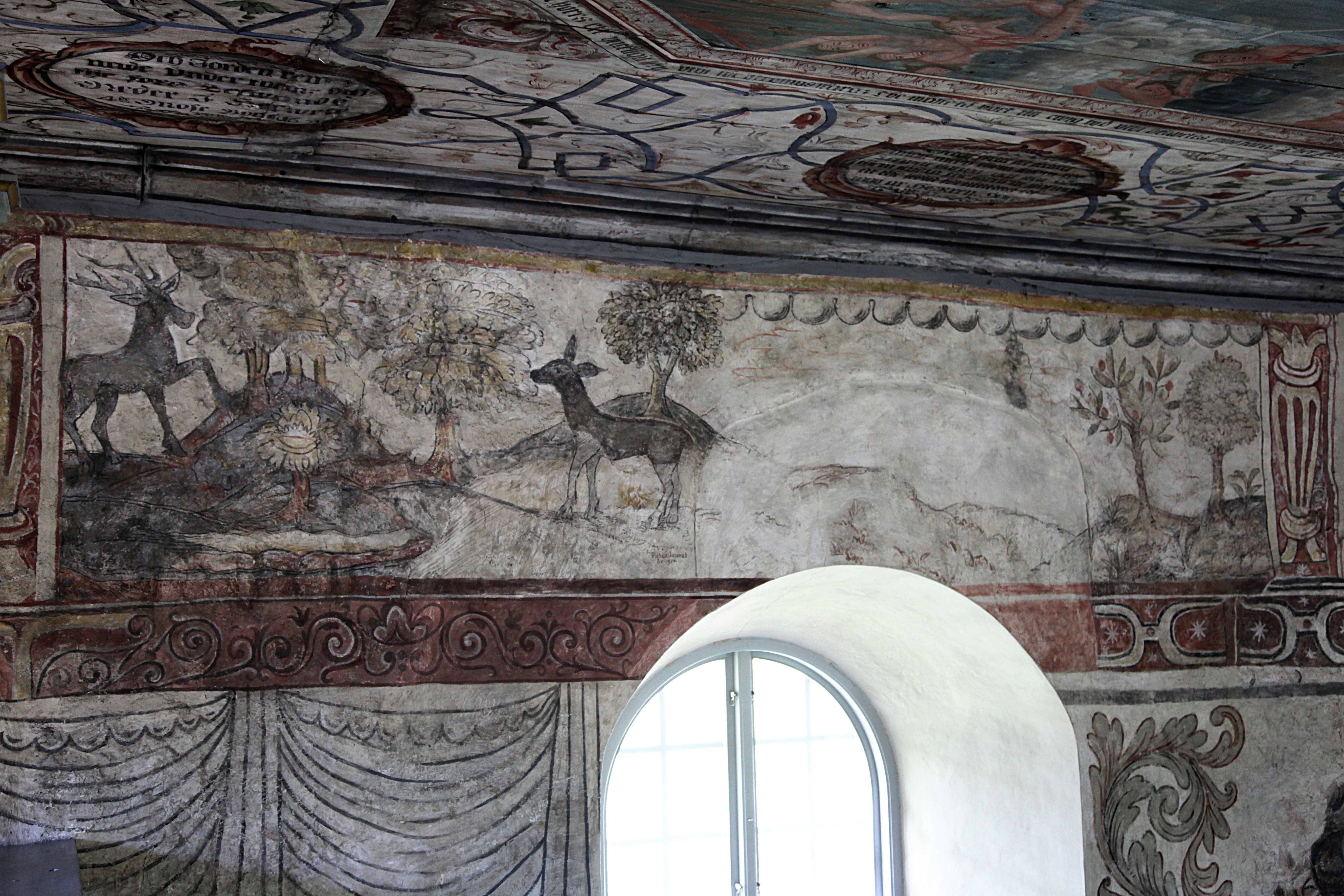
Kalkmålning med hjortar.
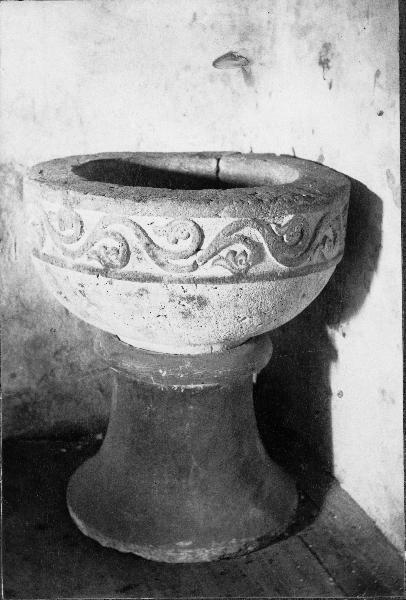
Fullösa kyrkas dopfunt.
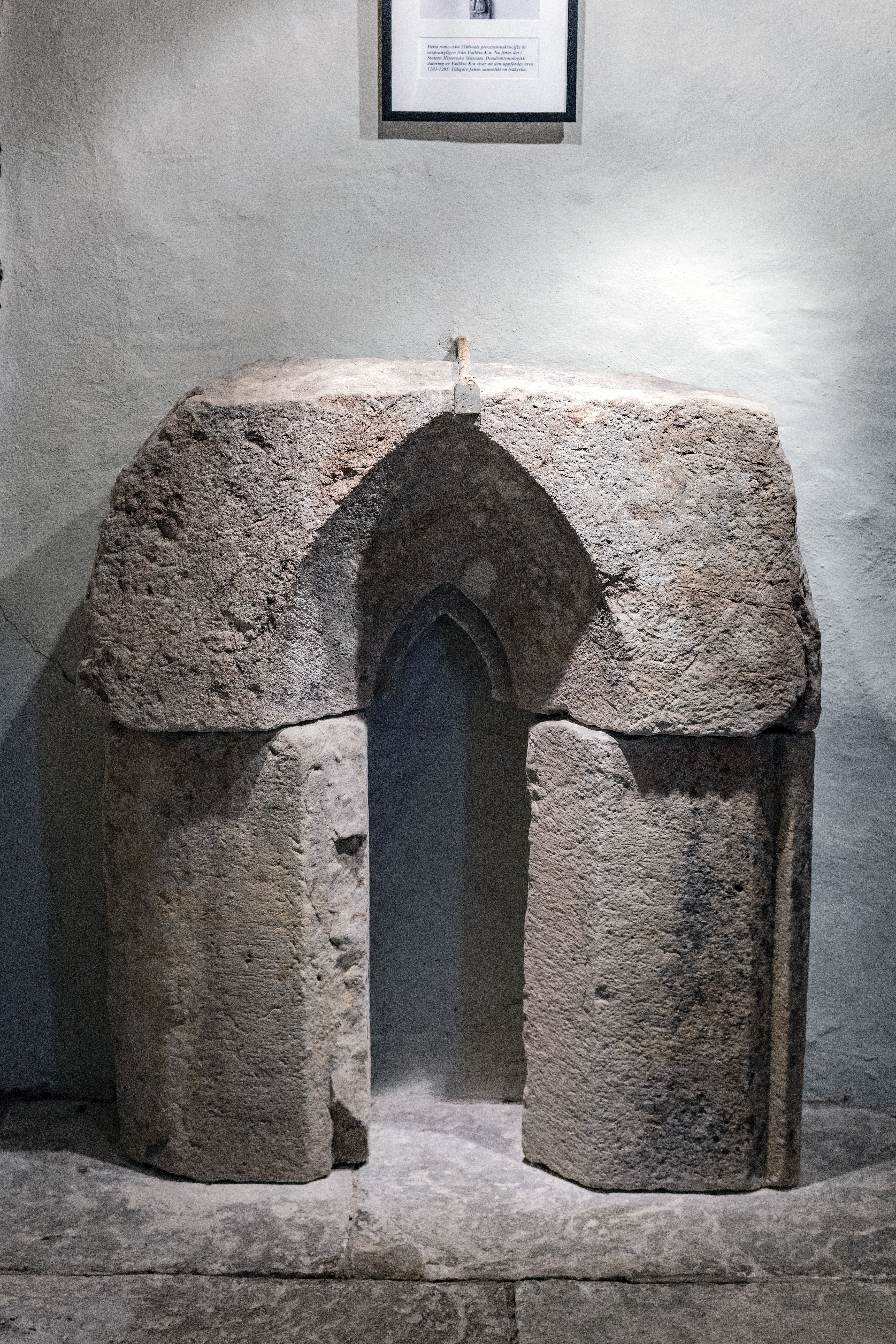
Byggandsdetaljer från äldre byggnad.
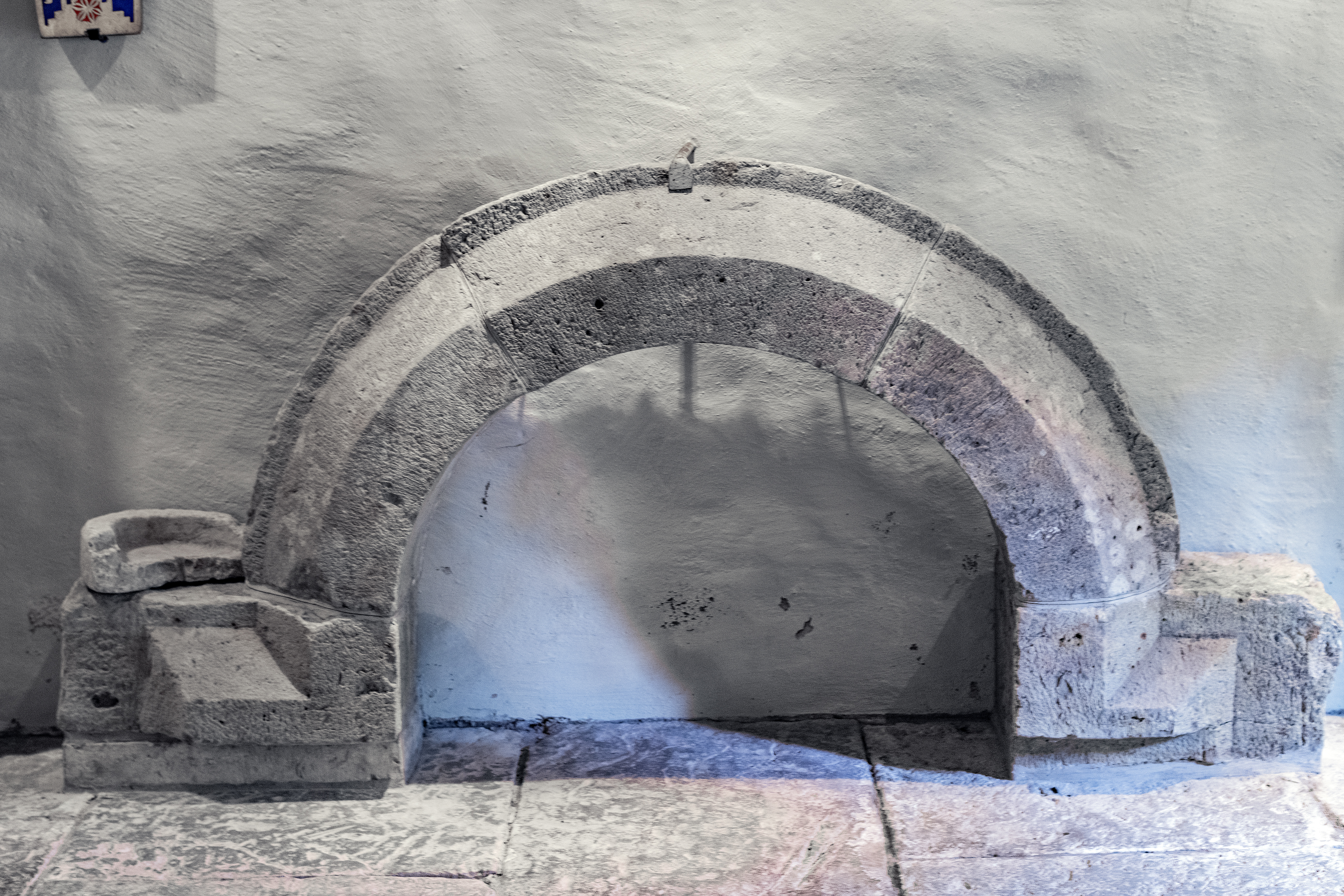
Byggnadsdetaljer från äldre byggnad.
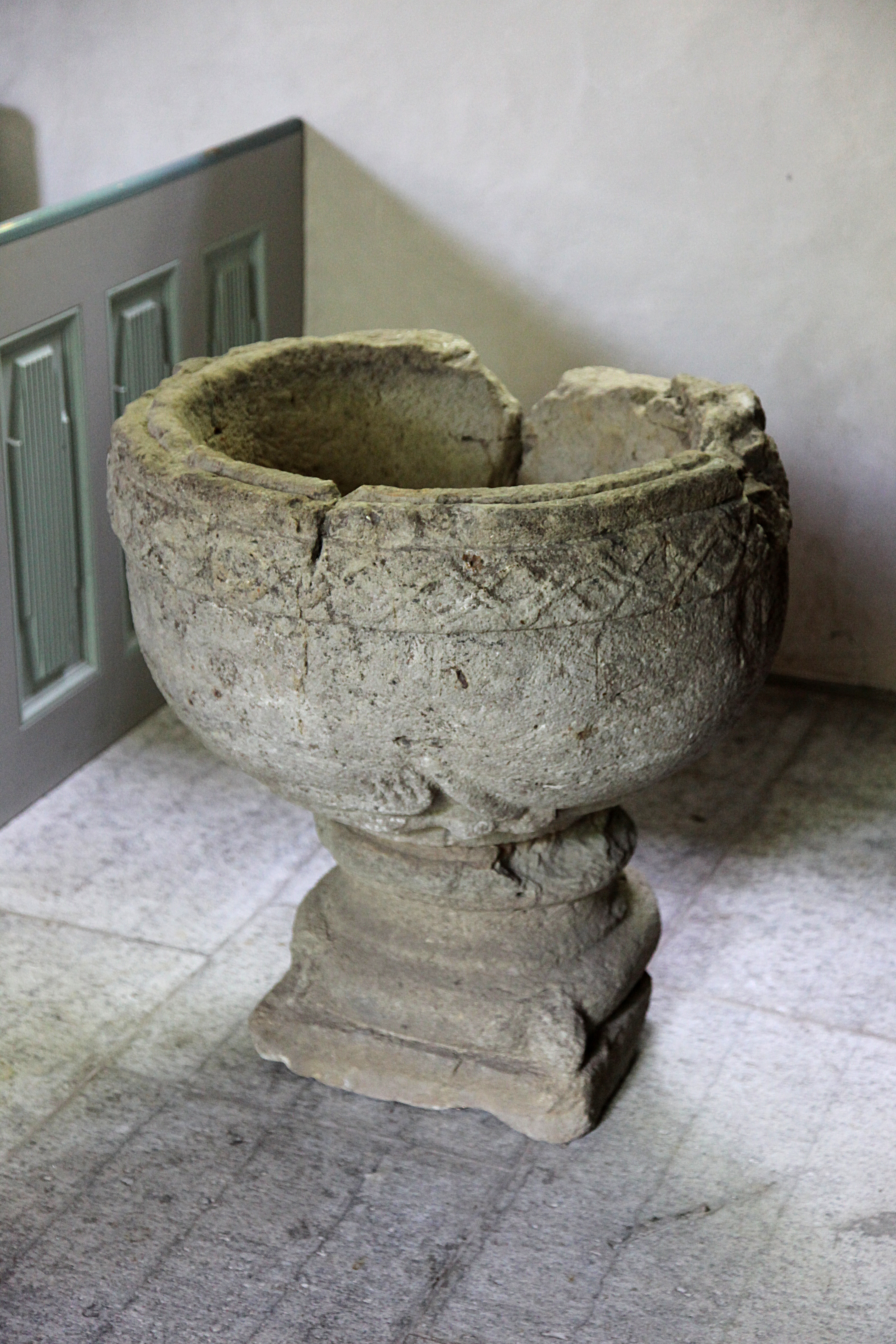
Bolums kyrkas dofunt.